# 中山国
中山国，姬姓，春秋戰国時白狄的一支——鮮虞仿照東周各諸侯國于公元前507年建立的國家，位于今河北省中部太行山東麓一带，中山國當時位於趙國和燕國之間，都于顧，後遷都于靈壽（今中國河北省平山縣），因城中有山得國名。公元前406年（周威烈王二十年）為魏將樂羊第一次攻滅。至遲到公元前380年左右，中山桓公復國。中山王𰯼其間，北攻燕國，南侵趙國，國勢大為強盛。至中山王𫲨𧊒，屢屢遭趙國攻伐，領土大為縮小。公元前296年最終為趙國所滅。因为中山国的战斗力不亚于一些战国七雄，因此被后世称为“战国第八雄”。中山为白狄所建，史称其风俗“淫昏康乐，歌讴好悲”，“丈夫相聚游戏，悲歌慷慨，……多美物，为倡优”。

## 歷史沿革

### 西周至春秋
中山國的前身是白狄的鮮虞部落，最早時在陝北綏德一帶，後來轉移到太行山區。姬姓是周王族的姓，白狄的來歷，有說是周文王後裔畢萬的後裔，也有說是來自周文王封給弟弟虢仲的西虢國。西虢國歷代國君世襲兼任周王朝卿士一職，同時又是三公之一，擔負為周王朝南征北戰、東討西殺以懲罰不庭的任務，可能是周宣王時期虢國國君虢季子白北禦獫狁，在內蒙古薩拉烏素河、榆溪河朔方城之後，其部分後裔就留在陝北了。鮮虞之得名出自鮮虞水，鮮虞水即今源出五臺山西南流注於滹沱河的清水河，這一帶是鮮虞最早的發祥地。鮮虞的名稱最早出現在《國語》一書中。該書記載，前774年太史伯答鄭桓公問話時談到，成周雒陽四周有16個姬姓封國，6個異姓諸侯國，還有“非王之支子母弟甥舅”的南蠻、東夷及西北的戎、狄國家或部落集團，其中就有鮮虞。
春秋時的鮮虞部落聯盟，由鮮虞、肥、鼓、仇由幾個部落組成，逐漸開始擴張勢力。前652年春，鮮虞攻擊邢國，前651年，征伐衛國，邢君出逃，衛君被殺，齊桓公聯合宋、曹、邢、衛諸國挫敗了鮮虞。
公元前530年，晉將荀吳借道鮮虞進入鼓都昔陽（今河北省晉州西），但並未滅掉鼓。當年8月，晉滅肥（在今河北省藁城一帶），俘國君綿皋，肥國舊地歸属晉國。第二年冬，晋昭公得知鮮虞边境空虚，即以荀吴统率大军进，破鮮虞中人城（今河北唐县西北峭岭）。公元前527年秋，荀吴率军攻鼓，俘国君鸢鞮，使鼓成为晋的属国。六年后，鼓被彻底毁灭。公元前507年秋，鮮虞出兵晋国平中，大败晋军，俘虏晋国勇士觀虎，报了晋灭肥、鼓，占领中人城的一箭之仇。前506年，鮮虞人在中人（今河北唐縣西北粟山）建國。因中人城中有山，故曰“中山”，即初期的中山國，中山之名始見於史書。前505年、前504年，晉國兩次進攻鮮虞中山，報“獲觀虎”之仇。此後對鮮虞中山國，史書中兼稱“鮮虞”、“中山”。
前494年，中山與齊、魯、衛共同伐晉，取得晉國的棘蒲（今河北趙縣）。前491年，晉大夫荀寅因晉內亂逃奔中山。晉國為了報此仇，兩年後，派趙鞅“帥師伐鮮虞”，大破中山，這次進攻對鮮虞中山國的打擊極為沉重，此後20餘年間史籍對中山國沒有隻字記載。

### 戰國初期
前459年至前457年間，晉國開始進攻中山，取得窮魚之丘（今河北易縣）。前457年，晉派新稚穆子伐中山，直插中山腹地，佔領左人、中人（今河北唐縣），“一日下兩城”，中山國受到了打擊。而晉後來被韓、趙、魏三家瓜分。在前414年，中山武公率領他的部落離開山區，向東部平原遷徙，在顧（今河北定州）建立了新都。武公仿效華夏諸國的禮制，建立起中山國的政治軍事制度，對國家進行了初步治理。但武公不久即去世，中山桓公即位，桓公年幼無知，不恤國政，魏國則派遣樂羊、吳起統帥軍隊，經過三年苦戰，於前407年消滅了中山，魏文侯派太子擊為中山君，三年後又改派少子摯，後來擊被立為魏國國君，即魏武侯。中山國的殘餘退入太行山中。
復興後的中山國
中山亡國後，桓公經過20餘年的勵精圖治，積蓄力量，在前380年前後重新復國，並定都於靈壽。復興後的中山國位於趙國東北部，把趙國南北兩部分領土分割開來，成為了趙國的心腹之患。趙國在前377年、前376年兩次進攻中山，均遭到中山激烈的抵抗。此後，中山國開始修築長城。桓公去世後，中山成公即位，繼承先祖遺風，繼續學習中原社會制度，發展國力，使國勢得到進一步加強。

### 強盛
前327年前後，中山王繼承王位。此後十餘年間，中山國富兵強，前323年，由魏國犀首（即公孫衍）發起倡議，聯合魏、韓、趙、燕、中山“五國相王”，在稱王的五國中，只有中山國是“千乘之國”，其餘四國都是“萬乘之國”。前314年，燕國發生內亂，齊國趁機攻進燕國。中山國見有機可乘，也背棄了同盟，派相邦司馬賙率軍北略燕國，奪取幾十個城市，佔領數百里的燕地，還掠取了許多財物，並將取得的“吉金”（銅器）重新鑄造了鐵足大鼎和夔龍紋方壺，在上面銘刻長篇銘文來頌揚中山王和司馬賙的功績。史稱“錯處六國之間，縱橫捭闔，交相控引，爭衡天下”，此時為中山國的鼎盛時期。

### 滅亡
伐燕勝利後不久， 中山王去世，繼任者為中山王𧊒，由於內政外交政策的不當，中山國國力逐步衰落。而此時趙國實行“胡服騎射”、國富兵強。與秦國結盟，開始對中山發起了十餘年的殘酷戰爭，燕國也趁機進攻中山國，收復舊日失地。前301年，趙軍攻破靈壽，𧊒逃到齊國，最後死在那裡。趙國立中山王尚為傀儡，前296年，趙滅中山國，將王尚遷徙到膚施，中山國自春秋末期立國，經過200餘年時間，宣告滅亡。
中山國滅之後，其後人後來被秦國遷放太原，後逐漸由太原南遷，分散於湖南、湖北、江西等地，並改姓為“易”，易姓為中山國王族的直系後代。

## 疆域
春秋時的鮮虞國，大致南疆在今藁城、晉州一帶，北疆在今唐縣西南（鮮虞中人邑），西面在今太行山上的井陘、孟縣一帶，東面的疆域主要在滹沱河沖積扇地帶，即今日的河北石家莊。
春秋末至戰國初年，中山國開始擴張領土。戰國中期，中山桓公復國後，領土進一步擴張。中山國強盛時期的疆域，包括今河北保定地區南部、石家莊地區大部、邢臺地區北部及衡水地區西部，南北從鄗至鴟之塞約200公里，東西從井陘到扶柳約150公里，按中山王墓出土的《兆域圖》上所標的長度比例推算，中山國疆土合戰國時長度單位為南北距離606里，東西距離454里，總面積與《戰國策．秦策》中“昔者中山之地方五百里”之說吻合。

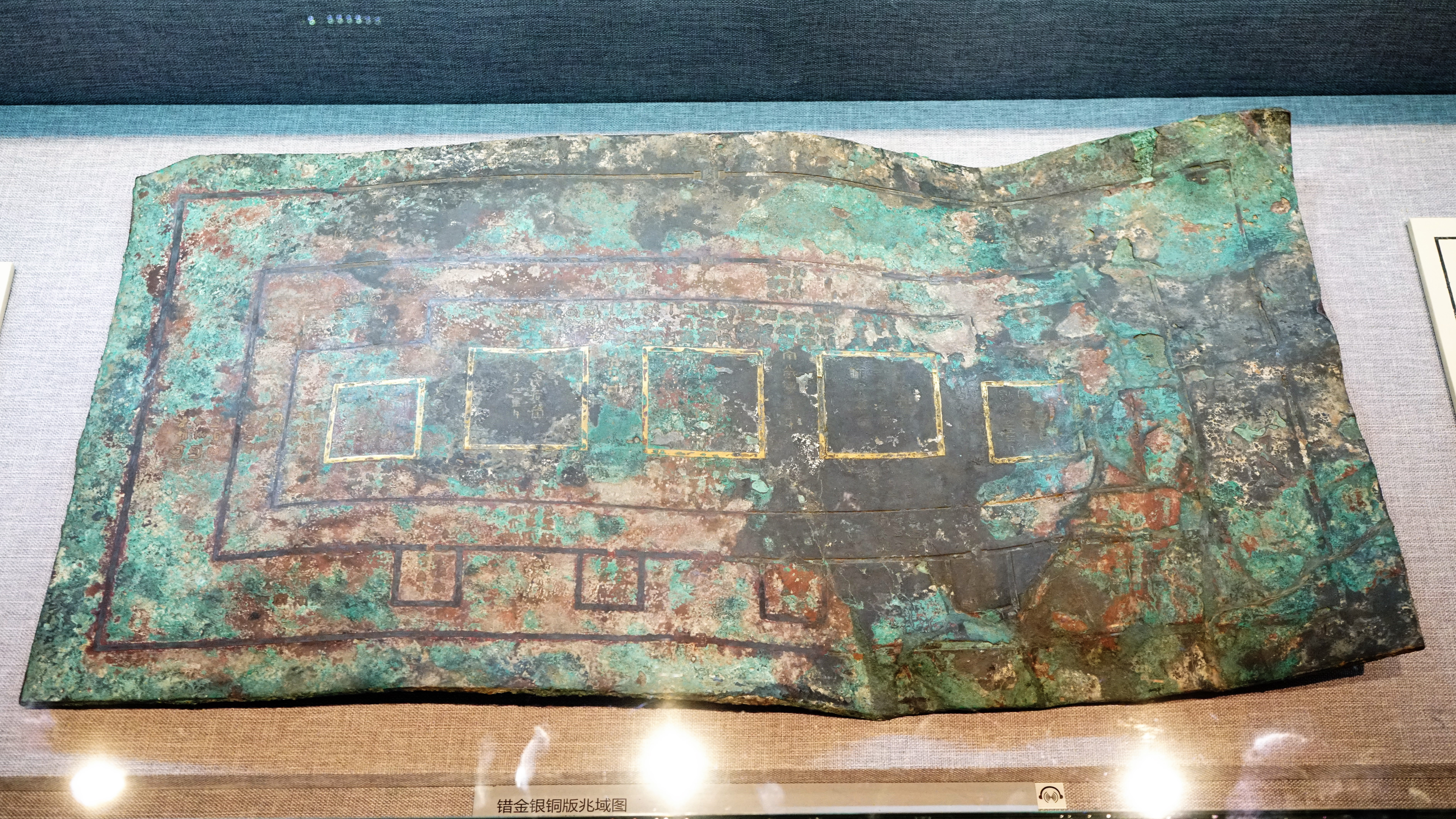
中山王墓所出錯金銀銅版兆域圖

## 經濟

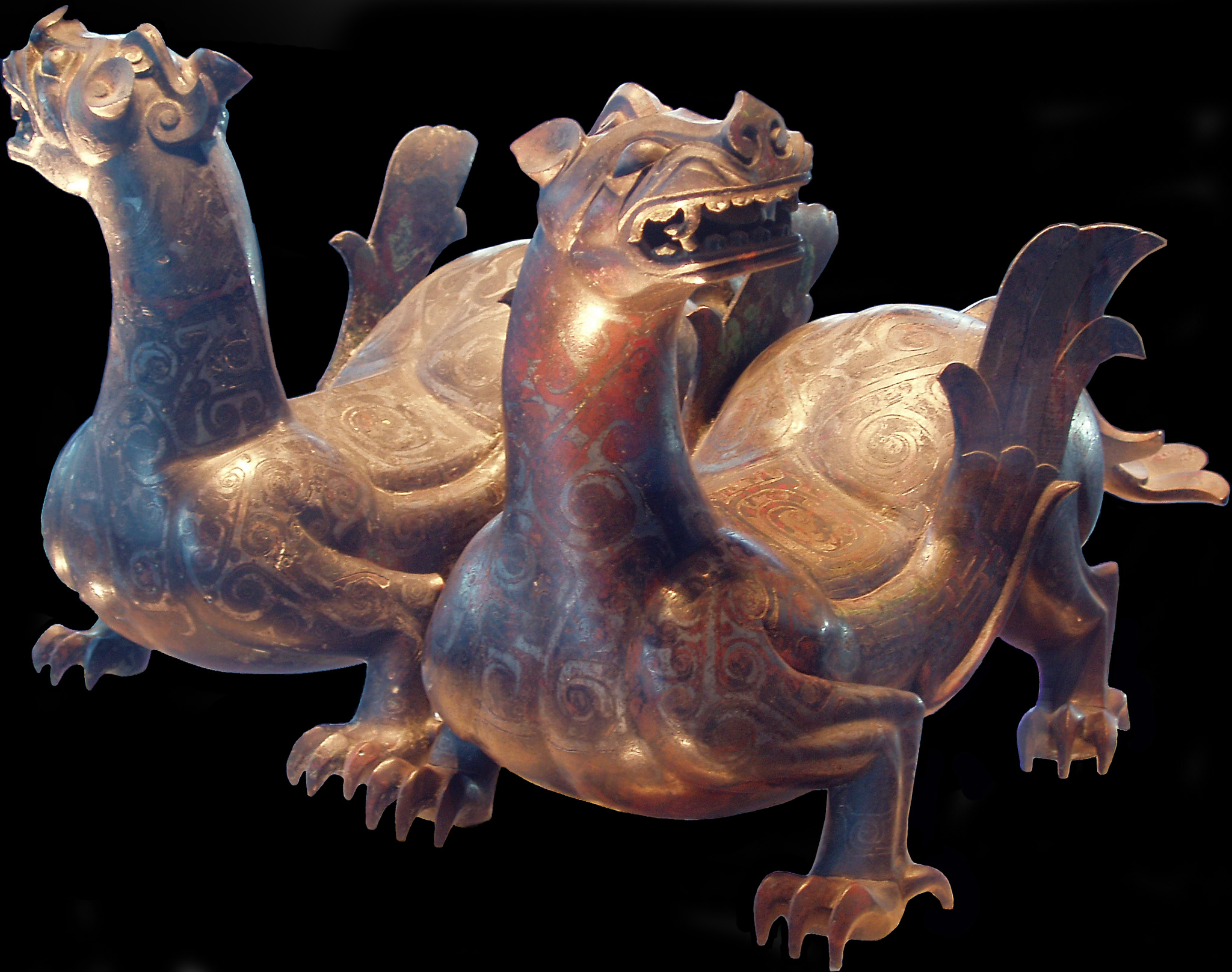
中山国文物：错银双翼神兽

史稱“中山地薄人衆。”中山國受地理環境和鮮虞族傳統生活習俗的影響，牧業與農業生產並存發展。北部以牧業為主。南部以農耕為主。
中山國手工業生產非常發達，其工匠製造的銅、玉、陶、金、銀、骨、石等大量精美的藝術品，在數量、造型、工藝水平上，都有很高水準，《史記．貨殖列傳》記載：中山“丈夫……作奸巧冶，多美物”，正是對中山國手工匠人的工藝技巧和絢麗多姿的工藝品的讚歎。
中山國也鑄造自己的錢幣。早期主要使用晉國的貨幣空首尖足布和燕國的貨幣尖首刀，後來，開始鑄造自己的貨幣——“成白”刀幣。在國都中，還有專門仿鑄燕、趙貨幣的作坊。
在軍力方面，大約有千輛戰車和幾萬兵力。

## 文化
中山國建立後，鮮虞在思想、文化、藝術上與中原文化逐漸融合，它的音樂舞蹈藝術既有剽悍雄健的傳統，又吸收了中原藝術柔和婉麗的風格，陽剛與陰柔同存並濟，形成了中山藝術的獨有特色。
思想方面，“中山專行仁義，貴儒學”，接受了儒家文化，中山國君尊賢重士，在重大政治活動中發揮士的作用，取得了一定的成就。平山出土的銅器銘文中，大談天命、忠、孝、仁、義、禮、信等，具有濃厚的儒家思想色彩。
語言文字方面，中山國也接受了中原文化的影響，王墓出土的三件重器上的長篇銘文，篆書文字全部為漢字，字體工整規矩。

## 风俗
史载中山国的社会面貌还保留着原始公社时代的面貌。中国史学家马长寿认为中山国并未产生明显的社会阶级分化，举国上下还保留着上下无别、日夜无作息的原始淳朴状态。

《吕氏春秋》中记载的一段故事可以说明中山国在社会风俗方面还保留着一些原始时代的特色：
周威公问晋太史屠黍曰：“天下之国孰先亡？”曰：“晋先亡。”威公又问曰：“孰次之？”曰：“中山次之。天生民而令有别。有别，人之义也。中山之俗，以昼为夜，以夜继日，男女切倚，固无休息。康乐、歌淫、好悲，其主不知恶。此亡国之道也。”居三年，中山果亡。

## 長城
公元前369年，中山国築起了一道北起涞源县，南到顺平县，沿唐河东岸，蜿蜒曲折，全长约90公里。由多个隘口和关城组成的长城，著名的紫荆关就是其中的一部分，長城主要是为了抵御赵国的入侵。在顺平境内的富有村还发现了古中山国和赵国两军对峙时中山国在此屯兵的痕迹。

## 中山君主列表及在位年份
| 稱號       | 國君姓名 | 在位年數 | 在位年份                               |
| ---------- | -------- | -------- | -------------------------------------- |
| 中山文公   |          | 10-11    | （前425年或前424年－前415年）          |
| 中山武公   |          | 9        | （前414年－約前406年）                 |
| 中山桓公   |          | 29       | （約前406年） （約前380年－約前350年） |
| 中山成公   |          | 22       | （約前349年－前328年）                 |
| 中山王𰯼   | 厝       | 18       | （前327年－約前310年）                 |
| 中山王𫲨𧊒 | 𧊒       | 11       | （約前309年－前299年）                 |
| 中山王尚   | 尚       | 3        | （前298年－前296年）                   |

注：中山國歷代君王，加約者為生卒年尚未確認，僅作参考。

## 中山国君主世系图
| 中山文公 ?-前414                 |  |  |  |  |  |  |  |
|                                  |  |  |  |  |  |  |  |
| 中山武公 前414-约前406           |  |  |  |  |  |  |  |
|                                  |  |  |  |  |  |  |  |
| 中山桓公 约前406 约前380-约前350 |  |  |  |  |  |  |  |
|                                  |  |  |  |  |  |  |  |
| 中山成公 约前349-前328           |  |  |  |  |  |  |  |
|                                  |  |  |  |  |  |  |  |
| 中山王𰯼 前327-约前310           |  |  |  |  |  |  |  |
|                                  |  |  |  |  |  |  |  |
| 中山王𫲨𧊒 约前309-前299         |  |  |  |  |  |  |  |
|                                  |  |  |  |  |  |  |  |
| 中山王尚 前298-前296             |  |  |  |  |  |  |  |

## 其他人物
諸臣
- 季辛（《韓非子》）
- 爰騫（《韓非子》）
- 樂池，奔趙
- 藍諸君司馬喜（《中山策》）
- 張登（《中山策》）
- 田簡（《中山策》）
- 陰某（《中山策》）
- 公孫弘（《中山策》）
- 孫固，嗇夫（《𫲨𧊒壺》）

女性
- 陰簡，中山王王后（《中山策》）
- 江姬，中山王妃（《中山策》）